# Institute of Certified ICT Professionals
Het Institute of Certified ICT Professionals, afgekort ICIP, is een stichting opgericht op 7 januari 2008 met als vestigingsplaats Den Haag. 

## Doel van de stichting
Het doel van de stichting ICIP is het opzetten en bijhouden van een register van ICT-specialisten. Dit betreft werknemers in de vakgebieden informatica en informatiekunde.

## Historie
De beroepsverenigingen KIVI NIRIA/afdeling Informatica, NGI en VRI besloten in 2004 om samen een register op te zetten, genaamd het NIR (Nederlands Informatici Register). 
De afdeling Informatica van de ingenieursvereniging KIVI NIRIA trok zich in juni 2007 terug omdat deze het niet eens kon worden over de minimale toelatingseisen. KIVI NIRIA afdeling Informatica heeft vervolgens een eigen register opgericht (het ICIP). 

## Structuur
De Raad van Toezicht van de stichting ICIP benoemd bestuursleden voor het bestuur. Dit bestuur voert het beleid uit en stuurt de volgende commissies aan:
- Normeringcommissie: commissie die de 'hoogte van de lat' vaststelt, welke opleidingen, cursussen e.d. meetellen en wat het gewicht is van elke permanente educatie activiteit. Keurt ook de minimale ICIP toelatingscriteria goed.
- Gedragscode commissie: stelt de gedragscode vast waaraan elke ICIP ingeschrevene zich dient te houden.
- Tuchtraad: doet uitspraak in klachten over ICIP ingeschrevenen bij vermeende overtredingen van de gedragscode.
- Tuchtberoepscommissie: beroepsmogelijkheid voor uitspraken gedaan door de tuchtraad. Tevens beroepsinstantie voor degenen wier verzoek tot inschrijving in het ICIP-register is afgewezen.